# جون الكسندر تشيسلي
جون الكسندر تشيسلي هو سياسي كندي، ولد في 10 مايو 1839 في سانت جون في كندا، وتوفي في 28 ديسمبر 1922 في مونتريال في كندا. نشط حزبياً في حزب كندا المحافظ. وقد انتخب عضو مجلس العموم الكندي عن دائرة City and County of St. John ‏ (1862 – 1896).